# مسلمانان همجنس‌گرا
 مسلمانان همجنس‌گرا، نام مستندی از کانال چهار انگلستان است که در آن به‌چالش کشیدن عقاید جامعه مسلمانان بریتانیا را در مورد مسائل جنسی توسط ۵ همجنس‌گرای مسلمان نشان می‌دهد.
این مستند تلویزیونی تعدادی از روحانیون مسلمانان را نشان میدهد که با استناد به آیه‌ای در قرآن که گفته است ما شما را به صورت جفت آفریده ایم، و اکثر احادیثی که اشتباه ترجمه و به مردم میگویند اشتباه است.
حکم همجنسگرایان در برخی کشور های مسلمان شلاق و اعدام میباشد زیرا قانون خداوند را زیر پا گذاشته اند.
این مستند همچنین نکاح مسلمانان همجنسگرا را در آمریکا، کانادا و هند نشان میدهد.